# Эстра-Рингшён
Эстра-Рингшён (швед. Östra Ringsjön) — озеро на юге Швеции, в центральной части лена Сконе. Расположено на территории округа Хёэр в 6 км к югу от города Хёэр. С севера соединено протоками с соседними озерами Эстра-Рингшён и Сетофташён.
Площадь Эстра-Рингшёна — 20,5 км². Площадь его водосборного бассейна (включая бассейн Сетофташёна) равна 322,8 км². Объём составляет 124,8 млн м3. Средняя глубина — 6,1 м, максимальная достигает 16,4 м. Высота над уровнем моря — 53 м.
В озере обитают следующие виды рыб: речной окунь, обыкновенный лещ, верховка, щука, судак, сазан, налим, плотва, радужная форель, карась, красноперка, сиг, линь, угорь и кумжа. В Вестра- и Эстра-Рингшёне уже давно наблюдается перенаселение карпа и плотвы, что привело к увеличению цветения водорослей, и в 2005 году начались работы по удалению 80 % популяции этих видов из озера.
Многие журавли делают остановки на Вестра- и Эстра-Рингшёне во время миграции в северные районы Швеции. Обычно они прибывают к озеру в конце марта.
В зимнее время Рингшён является популярным местом для ледового яхтинга и привлекает посетителей со всей Европы. Чемпионат Европы по ледовому яхтингу проходил на Рингшёне в 2006 году. Ежегодно на берегу озера проводятся велосипедные соревнования под названием «Вокруг Рингшёна» (швед. Ringsjön Runt). Они привлекают в среднем 4000 — 5000 велосипедистов и проводится уже более сорока лет. Трасса состоит из четырёх кругов вокруг Вестра- и Эстра-Рингшёне; один круг составляет 35 км в длину.
На берегу озера расположен замок Бошёклостер.